# William Kenyon-Slaney
William Kenyon-Slaney (* 23. August 1847 in Rajkot, Gujarat, Indien; † 24. April 1908 in Shifnal, Shropshire, England) war ein englischer Fußballspieler auf der Position eines Stürmers, Cricketspieler und Soldat im Range eines Obersts.

## Fußball
Kenyon-Slaney spielte unter anderem für den Wanderers FC, mit dem er in der Saison 1872/73 den FA Cup gewann. Anschließend spielte er für die Old Etonians, mit denen er 1875 und 1876 das Pokalfinale erreichte, aber in beiden Fällen verlor.
Am 8. März 1873 bestritt er seinen einzigen Länderspieleinsatz für die englische Fußballnationalmannschaft, die an jenem Tag ihr zweites Länderspiel bestritt und ihren ersten Sieg einfuhr. Beim 4:2-Sieg gegen den Erzrivalen Schottland erzielte Kenyon-Slaney nicht nur das erste Länderspieltor in der Geschichte der englischen Nationalmannschaft, sondern zwischen 2 Nationalmannschaften überhaupt. Außerdem war er der einzige Spieler, dem in dieser Begegnung 2 Treffer gelangen.  

## Erfolge
- FA-Cup-Sieger: 1873